# Heartbreak (Make Me a Dancer)
Heartbreak (Make Me a Dancer) – singel brytyjskiej grupy Freemasons i piosenkarki Sophie Ellis-Bextor wydany w 2009 roku.
Swoją radiową premierę singel miał w BBC Radio 1 podczas audycji Scott Mills 24 kwietnia 2009. Freemasons promowali go w klubie XXL w Londynie. Sophie zaprezentowała go po raz pierwszy w telewizji w programie National Lottery 20 maja, a 20 czerwca wykonała go także w londyńskim klubie G-A-Y. Piosenka promowała płytę Shakedown 2 duetu Freemasons, a później znalazła się także na albumie Make a Scene Ellis-Bextor.

## Teledysk
Reżyserem teledysku był Chris Sweeney, a zdjęcia miały miejsce w kwietniu 2009. Został on wydany w maju 2009. W wideoklipie Sophie tańczy i śpiewa otoczona przez tancerzy i efekty specjalne. Wersja piosenki z teledysku różni się od wersji oryginalnej.

## Lista utworów
- Singel CD[3]

1. „Heartbreak (Make Me a Dancer)” (Radio Edit) – 3:31
2. „Heartbreak (Make Me a Dancer)” (Club Mix) – 9:23
3. „Uninvited” (Radio Edit) – 3:06
4. „When You Touch Me” (Radio Edit) – 3:16

- CD maxi singel[4]

1. „Heartbreak (Make Me a Dancer)” (Radio Edit) – 3:24
2. „Heartbreak (Make Me a Dancer)” (Club Mix) – 9:14
3. „Heartbreak (Make Me a Dancer)” (The Mac Project Mix) – 7:57
4. „Heartbreak (Make Me a Dancer)” (Bitrocka Club Mix) – 6:46
5. „Heartbreak (Make Me a Dancer)” (Bitrocka Italo Mix) – 6:30
6. „Heartbreak (Make Me a Dancer)” (Bitrocka Moving On Dub) – 7:05

- Digital download[5]

1. „Heartbreak (Make Me a Dancer)” (Radio Edit) – 3:29
2. „Heartbreak (Make Me a Dancer)” (Club Mix) – 9:21
3. „Heartbreak (Make Me a Dancer)” (Dub Mix) – 9:19
4. „Heartbreak (Make Me a Dancer)” (The Mac Project Remix) – 8:02
5. „Heartbreak (Make Me a Dancer)” (Bitrocka Club Mix) – 6:49

## Notowania
| Kraj                               | Najwyższa pozycja |
| ---------------------------------- | ----------------- |
| Australia (ARIA Charts)            | 51                |
| Belgia (Ultratop Flandria)         | 33                |
| Finlandia                          | 19                |
| Holandia (MegaCharts)              | 85                |
| Irlandia (IRMA)                    | 38                |
| Rosja (Tophit)                     | 2                 |
| Wielka Brytania (UK Singles Chart) | 13                |